# Kennedy-stichting
De Kennedy-stichting is een instituut voor dove en slechthorende kinderen in Suriname. In 1946 werd in Suriname een school voor gehoorgestoorden opgericht en in 1965 volgde de Kennedy-stichting. Het instituut beschikt over een aantal gebouwen aan de Wanicastraat in Paramaribo op een terrein geschonken door de Zusters van Oudenbosch en de Fraters van Tilburg. De stichting is echter neutraal van aard: kinderen van alle religies en gezindten worden opgenomen.
De Kennedy-stichting heeft een school en internaat, die los van elkaar staan, met aparte hoofden. De school telt circa 160 leerlingen, daarvan is ruim de helft ondergebracht in het internaat, omdat zij te ver van Paramaribo (in het binnenland of in de districten) wonen, of omdat de huiselijke omstandigheden het voor deze kinderen onmogelijk maken thuis te wonen.
De school kent

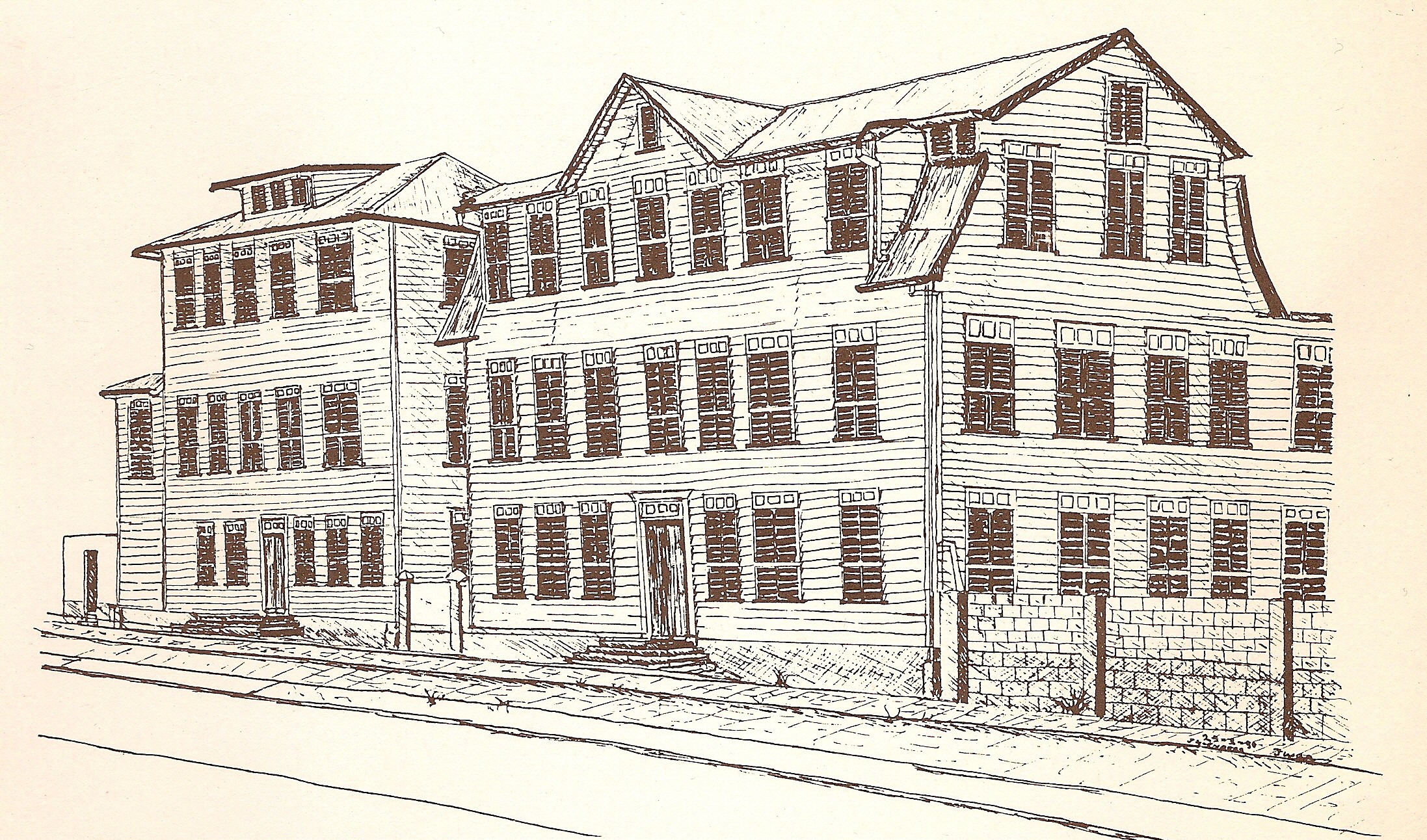
Een tekening van de gebouwen van de Kennedy-stichting

- een peuterafdeling, waar het kind goed contact moet krijgen met de groep, en waar het geobserveerd wordt om de ervaringswereld uit te breiden en de andere zintuigen laten bijspringen waar het gehoor ontbreekt;
- een kleuterafdeling waar de kinderen ‘gelaatgericht’ worden, dat wil zeggen goed letten op het gezicht om tot liplezen te komen;
- zeven jaar basisonderwijs met gespecialiseerde apparatuur, in groepen van maximaal twaalf leerlingen;
- voortgezet onderwijs: huishoudelijk werk en naaiwerk voor de meisjes en een technische afdeling voor de jongens;
- uitgebreid onderwijs dat opleidt tot administratieve banen of bijvoorbeeld werk in een drukkerij. Zo werden enkele leerlingen opgeleid tot datatypist bij IBM.

Voor het opmeten van de gehoorfunctie van de kinderen beschikt de stichting over een audiologisch centrum.